# Gonionotophis brussauxi
Gonionotophis brussauxi är en ormart som beskrevs av Mocquard 1889. Gonionotophis brussauxi ingår i släktet Gonionotophis och familjen snokar. Inga underarter finns listade i Catalogue of Life.
Denna orm förekommer i Kamerun, Gabon, Kongo-Brazzaville, Kongo-Kinshasa, Angola och västra Uganda. Honor lägger ägg.